# Liste der Flüsse im Saarland

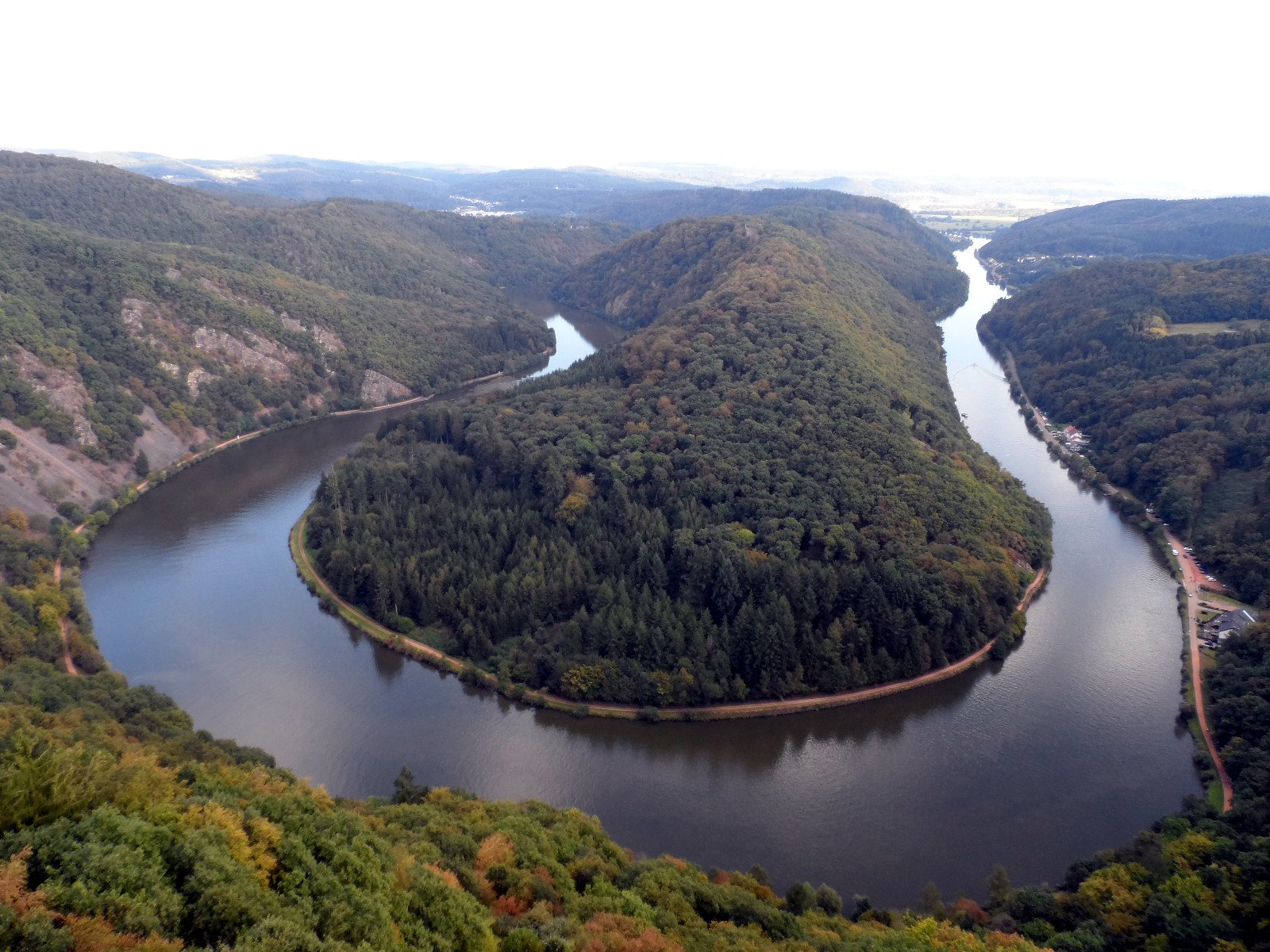
Saarschleife bei Mettlach

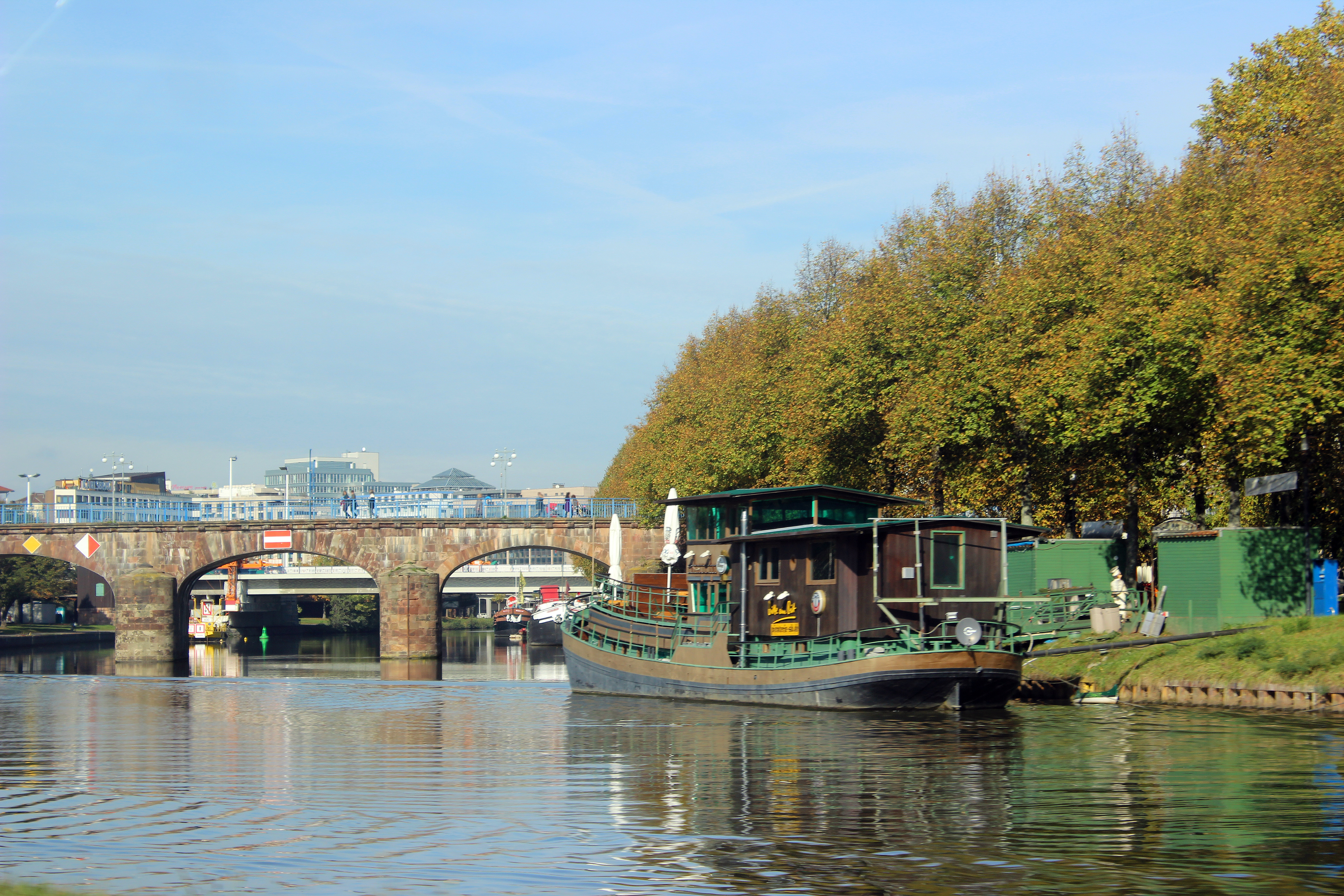
Saar in Saarbrücken bei der Alten Brücke

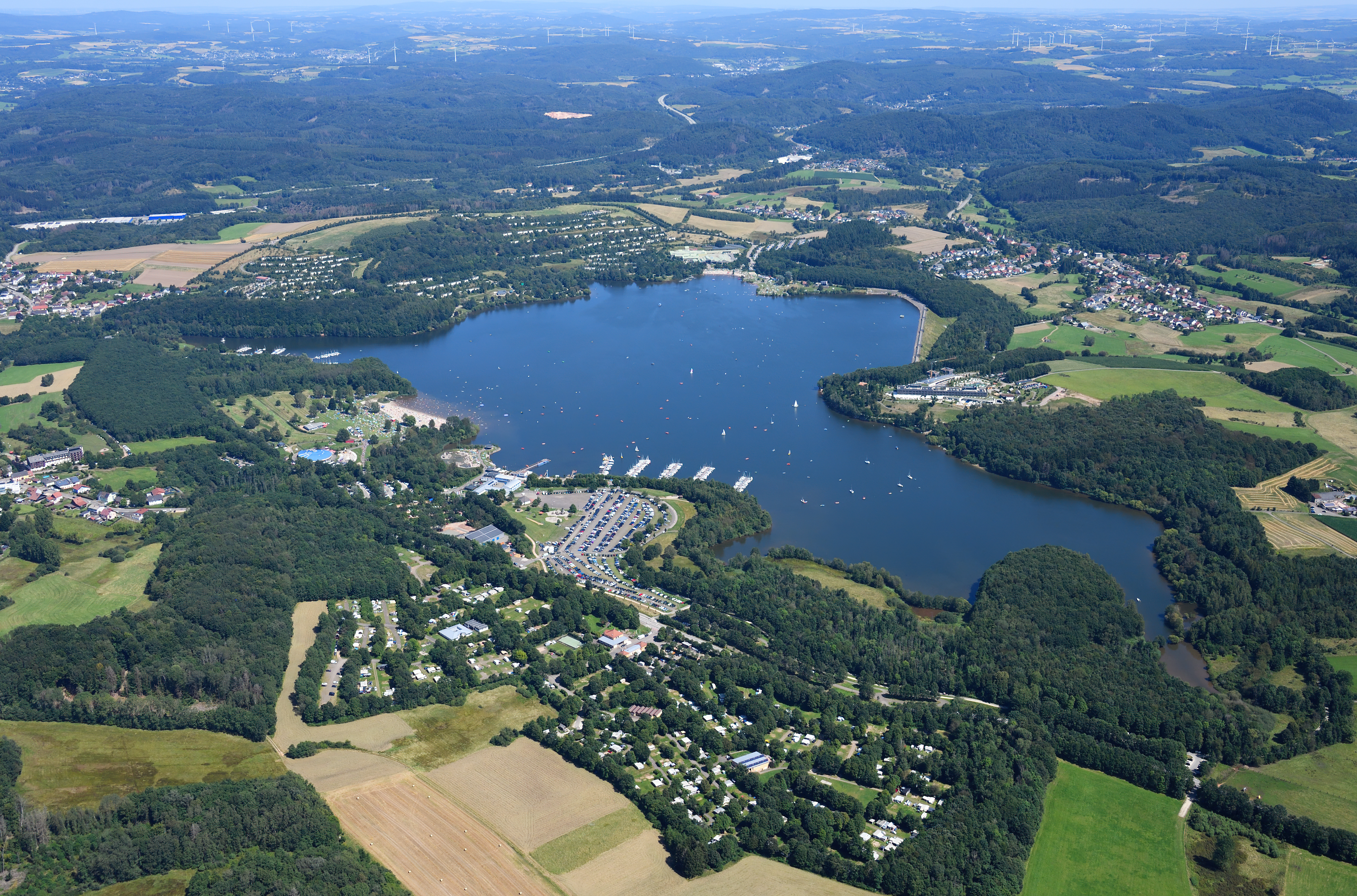
Bostalsee an Bos und Dämelbach

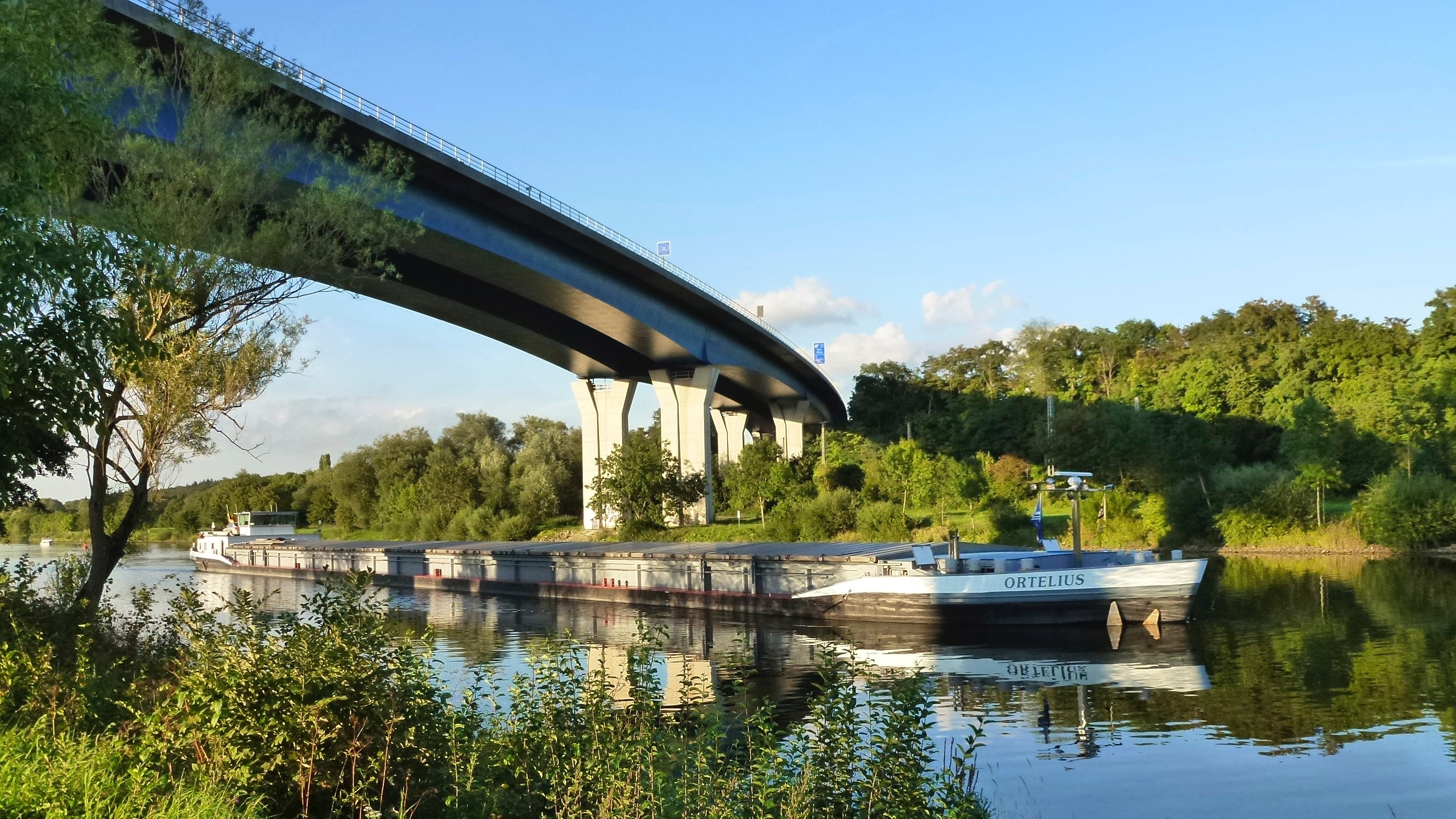
Mosel bei Perl am Viadukt von Schengen

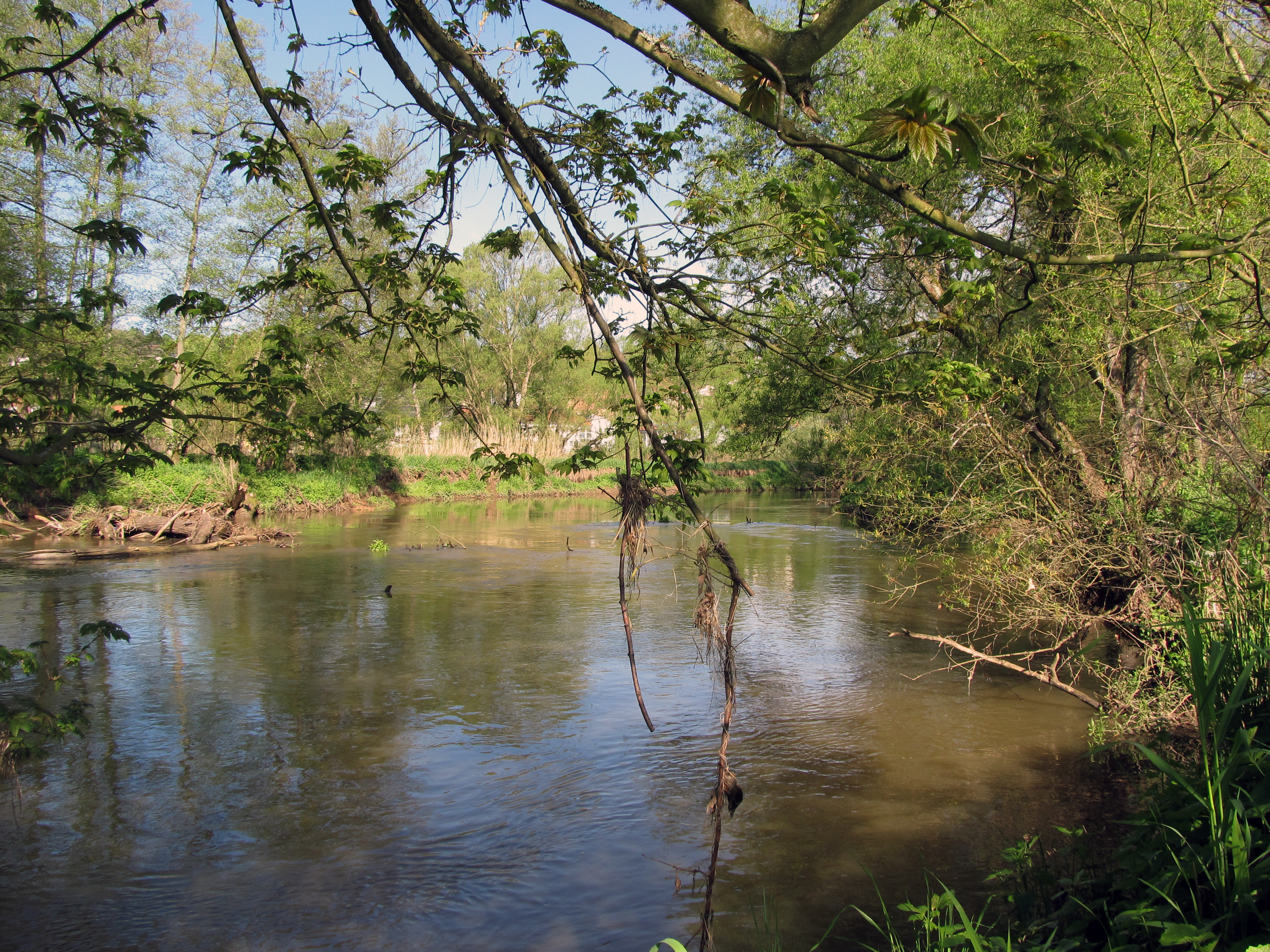
Blies bei Blieskastel

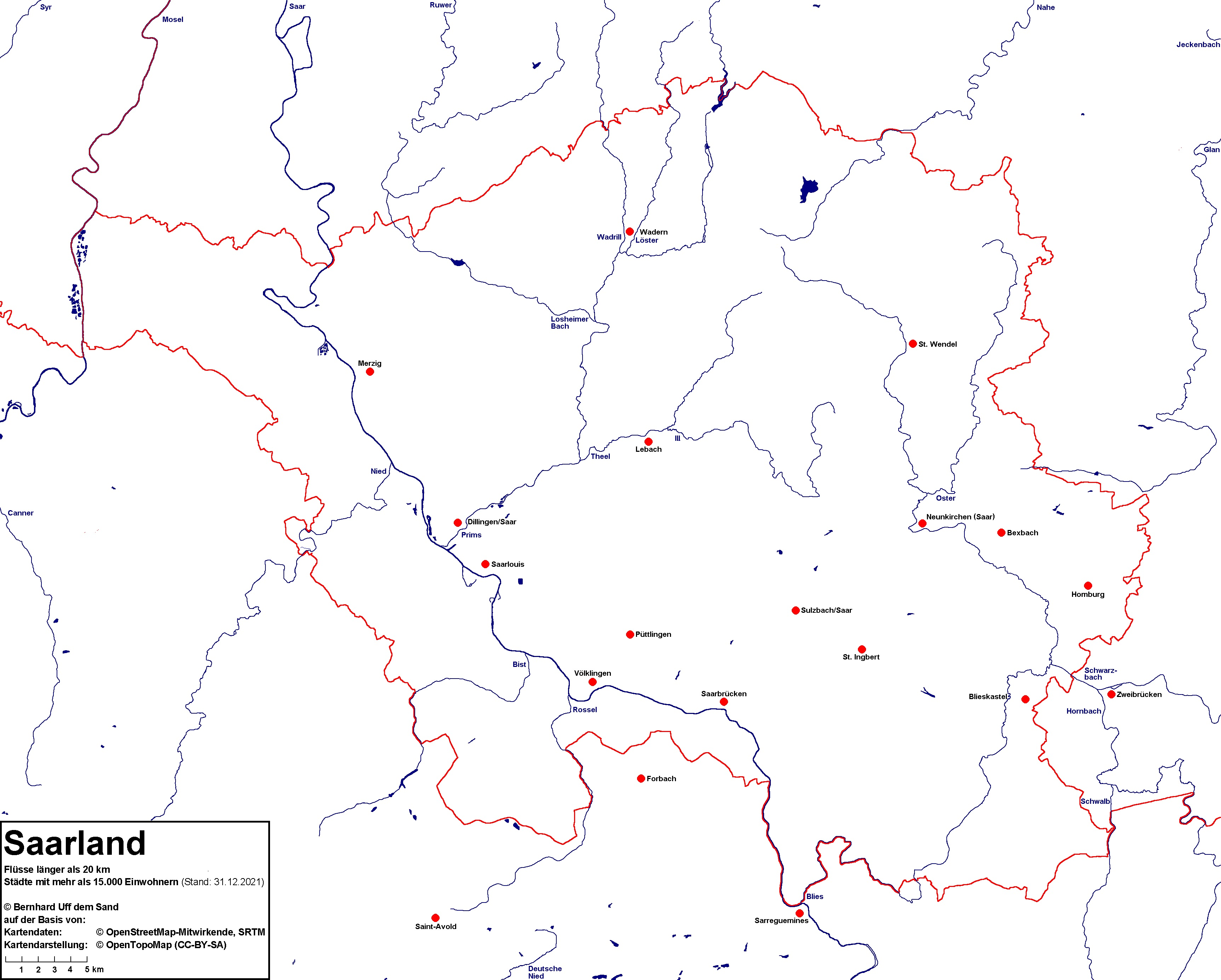
Flüsse im Saarland mit 20 km Länge und mehr

Die Liste der Flüsse im Saarland enthält die größten Flüsse des deutschen Bundeslandes Saarland.
Die Saar ist eine Bundeswasserstraße und somit ein Gewässer 1. Ordnung.
Gewässer 2. Ordnung sind nach dem Saarländischen Wassergesetz:
1. Die Bist von der Landesgrenze bis zur Saar.
2. Die Blies von der Kläranlage St. Wendel bis zur Saar.
3. Die Nied von der Landesgrenze bis zur Saar.
4. Die Prims von der Einmündung Forstelbach bis zur Saar.
5. Die Rossel von der Landesgrenze bis zur Saar.
6. Der Schwarzbach von der Landesgrenze bis zur Blies.
7. Die Theel vom Auslauf der Kläranlage Lebach bis zur Prims.
8. Der Altarm der Saar von der Einmündung des Rohrbach bis zur Saar.

Alle anderen oberirdischen Gewässer im Saarland sind Gewässer 3. Ordnung.

## Flüsse
Fast alle Flüsse münden in die Gewässerkette Saar–Mosel–Rhein, deren Elemente hier in die Generalrichtungen NNW, NO und NNW verlaufen, und entwässern so in die Nordsee.
Kleinere östliche Landesgebiete entwässern über Nahe/Glan in den Mittelrhein und somit ebenfalls in die Nordsee.

### Einzugsgebiet Saar/Mosel
Alphabetische Liste:
1. Bickenalb im Einzugsbereich der Blies
2. Bist, mündet bei Wadgassen in die Saar
3. Blies, mündet bei Saargemünd
4. Ellbach (Saar), mündet bei Roden (Saar), Stadtteil von Saarlouis
5. Erbach (Blies), mündet bei Schwarzenbach (Homburg)
6. Franzenbach (Seffersbach), mündet bei Brotdorf/Merzig in den Seffersbach/Saar
7. Gailbach (Blies), mündet bei Reinheim (Gersheim)
8. Hetschenbach, mündet in Gersheim in die Blies
9. Holzbach (Hochwald), mündet bei Wadern-Nunkirchen in den Losheimer Bach/Prims
10. Köllerbach (Saar), mündet bei Völklingen
11. Lambsbach, mündet bei Schwarzenbach (Homburg) in die Blies
12. Leukbach, entspringt bei Perl (Mosel), mündet in Saarburg/Rheinland-Pfalz
13. Löster, mündet bei Wadern in die Prims
14. Mandelbach (Blies), mündet bei Habkirchen/Mandelbachtal
15. Mosel bei Perl (Mosel)
16. Mutterbach (Blies), mündet in Limbach (Kirkel)
17. Nied (Nied Française), mündet bei Rehlingen-Siersburg in die Saar
18. Oster (Blies), mündet bei Wiebelskirchen
19. Prims, mündet bei der Dillinger Hütte in die Saar
20. Rohrbach (Saar), mündet in Brebach-Fechingen (Saarbrücken)
21. Rossel (Saar), mündet bei Völklingen-Wehrden (Saar)
22. Saar, verläuft zwischen Saargemünd und Saarhölzbach im Saarland
23. Theel, mündet unterhalb von Schmelz und Lebach in die Prims
24. Todbach, mündet in St. Wendel in die Blies
25. Wadrill (Prims), mündet bei Wadern in die Prims
26. Würzbach (Blies), mündet bei Lautzkirchen (Blieskastel)

### Einzugsgebiet Nahe/Glan
Alphabetische Liste:
1. Bos (Nahe), Zufluss des Bostalsees
2. Glan (Nahe), entspringt bei Bexbach
3. Nahe (Rhein), entspringt bei Nohfelden